# Hornswoggle
Dylan Mark Postl (Oshkosh, Wisconsin, 26 de maig de 1986) és un lluitador nan americà de la marca SmackDown! a World Wrestling Entertainment (WWE) conegut com a Hornswoggle, però en la cadena Cuatro és més conegut com a “Duendecillo Verde”.

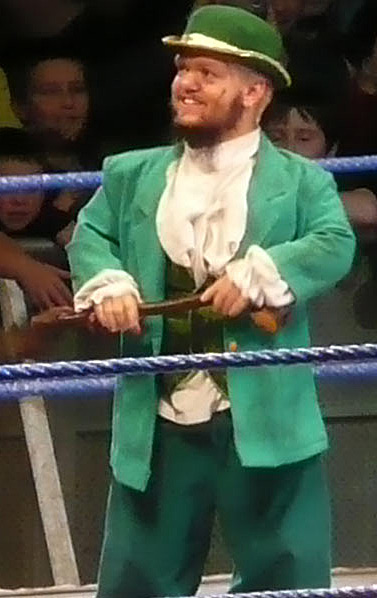
Hornswoggle

Previ a la seva aparició a SmackDown!, Postl va ser conegut per les seves presentacions a NWA Wisconsin com a Shortstack on va guanyar el Campionat de la Divisió X d'aquesta empresa. També va aparèixer en moltes ocasions durant la AWA Wisconsin, on va tenir diversos combats, sent dels més notables dels Dog Collar match.